# Seznam poslanců Poslanecké sněmovny Říšské rady (1891–1897)
Toto je seznam poslanců Poslanecké sněmovny Říšské rady ve volebním období 1891–1897. Zahrnuje všechny členy Poslanecké sněmovny předlitavské (rakouské) Říšské rady v VIII. funkčním období od voleb do Říšské rady roku 1891 až do voleb do Říšské rady roku 1897.

## Poslanecké kluby

### Rozložení klubů po volbách
V květnu 1891 se v Poslanecké sněmovně Říšské rady uvádí 9 poslaneckých klubů a stranických skupin:
- Sjednocená německá levice, 108 členů
- Klub konzervativců (Hohenwartův klub), 70 členů
- Polský klub, 55 členů
- Mladočeský klub, 35 členů
- Německá nacionální strana, 20 členů
- Freie Vereinigung für wirtschaftliche Reform auf christlicher Grundlage (křesťanští sociálové), 18 členů
- Coroniniho klub, 13 členů
- Klub moravských Čechů, 10 členů
- Rusínský klub, 7 členů
- poslanci bez klubové příslušnosti, 15 poslanců

### Pozdější změny v rozložení klubů
- V červnu 1892 bylo ohlášeno utvoření nové poslanecké skupiny Chorvatsko-slovinský klub, do které zpočátku přešlo šest poslanců. Klub se měl orientovat na spolupráci s mladočechy.[2] V listopadu 1892 se uvádí, že nový klub byl oficiálně ustaven pod názvem Klub nezávislých chorvatských a slovinských poslanců (Club der unabhängigen croatischen und slovenischen Abgeordneten).[3] Hlásilo se k němu pět poslanců.[4]

V prosinci 1893 se v Poslanecké sněmovně Říšské rady uvádí 11 poslaneckých klubů a stranických skupin:
- Sjednocená německá levice, 110 členů
- Polský klub, 56 členů
- Klub konzervativců (Hohenwartův klub), 55 členů
- Mladočeský klub, 38 členů
- Klub Německé nacionální strany, 17 členů
- Freie Vereinigung für wirtschaftliche Reform auf christlicher Grundlage (křesťanští sociálové), 11 členů
- Chorvatsko-slovinský klub, 10 členů (všichni jeho členové byli dříve členy Klubu konzervativců)
- Klub liberálního středu (Coroniniho klub), 10 členů
- Klub moravských Čechů, 8 členů
- Rusínský klub, 6 členů
- Klub nezávislých chorvatských a slovinských poslanců, 5 členů
- poslanci bez klubové příslušnosti, 19 poslanců

- V listopadu 1895 se od Hohenwartova klubu odtrhla skupina poslanců, které předsedal Josef von Dipauli, a ustavila se jako Katolická lidová strana.[6] Hlásilo se k ní 14 poslanců,[7] Podle jiného zdroje 15 poslanců.[8] 15 členů jejího poslaneckého klubu (s mírnými změnami v konkrétních osobách) se uvádí i v únoru 1896.[9]
- V listopadu 1896 odešla z klubu Sjednocené německé levice hromadně skupina mnoha poslanců, zejména těch zvolených v českých zemích, a ustavili v přípravné fázi vlastní politický klub, jehož předsedou byl zvolen Friedrich Nitsche. K nové formaci se přihlásilo 29 poslanců.[10] V následujících měsících se okolo nich utvořila Německá pokroková strana.

## Seznam poslanců
| Jméno                                   | Kurie | Volební obvod                      | Korunní země | Klub/ Strana                                                    | Poznámka |
| --------------------------------------- | ----- | ---------------------------------- | ------------ | --------------------------------------------------------------- | --- |
| Abrahamowicz Dawid                      | VO    | Lvov, Grodek atd.                  | HA           | Polský klub                                                     | |
| Abrahamowicz Eugeniusz                  | VS    |                                    | HA           | Polský klub                                                     | |
| Adámek Karel                            | VO    | Rychnov n. K., Žamberk atd.        | ČE           | Mladočeši                                                       | |
| Aresin-Fatton Josef                     | VS    |                                    | MO           | Spoj. něm. levice                                               | |
| Attems Edmund                           | VS    |                                    | ŠT           | Spoj. něm. levice                                               | Nastoupil 21. 2. 1895 místo K. Stürgkha.                                                                             |
| Attems Franz                            | VS    |                                    | ŠT           | Spoj. něm. levice                                               | Rezign. oznámena na sch. 16. 10. 1894.                                                                               |
| Auersperg Erwin                         | VS    | KR                                 | KR           | Spoj. něm. levice                                               | Nastoupil 27. 10. 1891 místo B. Taufferera.                                                                          |
| Augsten Ferdinand                       | VO    | Liberec, Č. Dub atd.               | ČE           | Spoj. něm. levice, r. 1896 vystoupil                            | Nastoupil 6. 3. 1893 místo E. Müllera.                                                                               |
| Auspitz Rudolf                          | OŽK   | Brno                               | MO           | Spoj. něm. levice                                               | Nastoupil 13. 12. 1892 místo J. Gomperze.                                                                            |
| Baernreither Josef Maria                | VS    |                                    | ČE           | Spoj. něm. levice                                               | |
| Bareuther Ernst                         | M     | Cheb, Fr. Lázně atd.               | ČE           | Deutschnat. Vereinig.                                           | |
| Bartoli Matteo                          | VS    |                                    | IS           | Coroniniho klub                                                 | Slib složil 13. 4. 1891.                                                                                             |
| Barvinskyj Oleksandr                    | VO    | Brody, Kamionka atd.               | HA           | Rusíni, r. 1893 Rusínský klub                                   | |
| Bauer Alois                             | VO    | Žatec, Chomutov, Most atd.         | ČE           | Spoj. něm. levice, r. 1896 vystoupil                            | |
| Baumgartner Cölestin                    | VS    |                                    | HR           | Hohenwartův klub                                                | |
| Bazzanella Emanuele                     | VO    | Trento, Borgo atd.                 | TY           | Hohenwartův klub, r. 1893 nezařazený                            | |
| Bažant Johann                           | OŽK   | Brno                               | MO           | Spoj. něm. levice                                               | Nastoupil 5. 7. 1895 místo J. Neuwirtha.                                                                             |
| Beer Adolf                              | M     | Šternberk, Uničov atd.             | MO           | Spoj. něm. levice                                               | |
| Beeß Georg                              | VS    |                                    | SL           | Spoj. něm. levice                                               | |
| Belcredi Ludvík                         | VS    |                                    | ČE           | Hohenwartův klub                                                | Slib složil 11. 5. 1891.                                                                                             |
| Bendel Josef                            | M     | Jablonec, Hodkovice n. M. atd.     | ČE           | Spoj. něm. levice, r. 1896 vystoupil                            | |
| Benoé Atanazy                           | VS    |                                    | HA           | Polský klub                                                     | Zemřel 9. 3. 1894.                                                                                                   |
| Berchtold Zikmund                       | VS    |                                    | MO           | Str. středu, r. 1893 nezařazený                                 | |
| Biankini Juraj                          | VO    | Šibenik, Berlicca, Knin            | DA           | Klub nez. chorvat. a slovin. poslanců                           | Nastoupil 19. 2. 1892 místo A. Masovčiće.                                                                            |
| Bilinski Leon                           | M     | Stanislavov, Tysmenicja atd.       | HA           | Polský klub                                                     | Rezign. oznámena na sch. 26. 4. 1892.                                                                                |
| Blažek Gabriel                          | M     | Praha (St. Město)                  | ČE           | Mladočeši                                                       | |
| Bloch Josef Samuel                      | M     | Kolomyja, Bučač atd.               | HA           | Polský klub                                                     | Rezign. oznámena na sch. 22. 10. 1895.                                                                               |
| Bohaty Adolf                            | OŽK   | Liberec                            | ČE           | Spoj. něm. levice, r. 1896 vystoupil                            | |
| Bonda Marino                            | NZ    |                                    | DA           | Spoj. něm. levice, r. 1893 Coroniniho klub                      | |
| Borčić Lovro                            | M/OŽK | Split atd./Split, Dubrovník        | DA           | Hohenwartův klub, r. 1893 Chorvatsko-slovin. klub               | |
| Dunin-Borkowski Mieczysław Ignacy       | VO    | Zališčiki, Borščiv atd.            | HA           | Polský klub                                                     | |
| Böns Franz                              | VO    | Litoměřice, Štětí, Ústí atd.       | ČE           | Spoj. něm. levice                                               | Slib složil 13. 4. 1891.                                                                                             |
| Brenner-Felsach Josef                   | VS    |                                    | DR           | Spoj. něm. levice                                               | |
| Brylynskyj Josyp                        | VO    | Žovkva, Sokal, Rava atd.           | HA           | Rusíni                                                          | Zemřel 1893. |
| Brzorád Eduard                          |       | Něm. Brod, Polná atd.              | ČE           | Mladočeši                                                       | |
| Březnovský Václav                       | M     | Příbram, Břez. Hory atd.           | ČE           | Mladočeši                                                       | Nastoupil 10. 10. 1893 místo B. Mixy.                                                                                |
| Bulat Gajo                              | VO    | Split, Brač, Hvar, Vis             | DA           | Hohenwartův klub, r. 1893 Chorvatsko-slovin. klub               | |
| Burgstaller-Bidischini Giuseppe         | M     | Terst, II. a III. volič. sbor      | TE           | Coroniniho klub                                                 | |
| Byk Emil                                | M     | Brody, Zoločiv atd.                | HA           | Polský klub                                                     | |
| Campi Luigi de                          | VS    | II. volič. sbor                    | TY           | národní Italové, r. 1893 nezařazený                             | |
| Ciani Giovanni                          | M     | Trento, Cles, Fondo atd.           | TY           | národní Italové, r. 1893 nezařazený                             | |
| Cieński Stanisław                       | VS    |                                    | HA           | Polský klub                                                     | Slib složil 13. 4. 1891, rezign. oznámena na sch. 22. 10. 1895.                                                      |
| Clam-Martinic Gottfried                 | VS    |                                    | ČE           | Český konz. velkost.                                            | Nastoupil 22. 10. 1895 místo E. V. z Mitrovic, rezign. oznámena na sch. 10. 3. 1896.                                 |
| Coronini-Cronberg Alfred                | VS    |                                    | GG           | Hohenwartův klub, r. 1893 Chorvatsko-slovin. klub               | |
| Coronini-Cronberg Franz                 | M/OŽK | Gorice, Cormòns atd./Gorice        | GG           | Coroniniho klub                                                 | Rezign. oznámena na sch. 22. 10. 1895.                                                                               |
| Czartoryski Jerzy Konstanty             | VO    | Jarosław, Cieszanów atd.           | HA           | Polský klub                                                     | Slib složil 13. 4. 1891 a téhož dne povolán do Panské sněmovny.                                                      |
| Czajkowski Alfons                       | VS    |                                    | HA           | Polský klub                                                     | Zemřel 30. 11. 1892.                                                                                                 |
| Czaykowski Władysław                    | VO    | Terebovlja, Husjatyn atd.          | HA           | Polský klub                                                     | |
| Czecz-Lindenwald Hermann                | VO    | Biała, Żywiec atd.                 | HA           | Polský klub                                                     | |
| Czerkawski Euzebiusz                    | M     | Tarnopol, Berežany atd.            | HA           | Polský klub                                                     | Rezign. oznámena na sch. 13. 10. 1893.                                                                               |
| Czernin Eugen                           | VS    |                                    | ČE           | český konz. velkost.                                            | Rezignoval 9. 4. 1891 ihned po zvolení.                                                                              |
| Czernin Eugen                           | VS    |                                    | ČE           | český konz. velkost., r. 1893 Hohenwartův klub                  | [ 20 ] |
| Dapar Nikola                            | VO    | Zadar, Pag, Rab atd.               | DA           | Hohenwartův klub, r. 1893 Klub nez. chorvat. a slovin. poslanců | |
| Debiasi Giovanni Battista               | VS    | II. volič. sbor                    | TY           | národní Italové, r. 1893 nezařazený                             | |
| Demel Wladimir                          | M/OŽK | Opava/Opava                        | SL           | Spoj. něm. levice                                               | Nastoupil 18. 3. 1893 místo H. Fuße.                                                                                 |
| Demel von Elswehr Johann                | M     | Těšín, Frýdek, Fryštát             | SL           | Spoj. něm. levice                                               | Zemřel 25. 9. 1892.                                                                                                  |
| Demel von Elswehr Leonhard              | M     | Těšín, Frýdek, Fryštát             | SL           |                                                                 | Nastoupil 31. 10. 1895 místo S. Kluckého.                                                                            |
| Derschatta von Standhalt Julius         | M     | Št. Hradec (předměstí)             | ŠT           | Deutschnat. Vereinig.                                           | Rezign. oznámena na sch. 8. 1. 1892.                                                                                 |
| Deym ze Stříteže Ferdinand              | VS    |                                    | ČE           | český konz. velkost., r. 1893 Hohenwartův klub                  | |
| Di Pauli Josef                          | M     | Brixen, Sterzing, Klausen atd.     | TY           | Hohenwartův klub, od r. 1895 Katol. lid. str.                   | |
| Dobernig Josef Wolfgang                 | M     | Klagenfurt                         | KO           |                                                                 | Nastoupil 22. 10. 1895 místo V. Rainera-Harbacha.                                                                    |
| Doblhamer Gregor                        | VO    | Ried, Braunau atd.                 | HR           | Hohenwartův klub, od r. 1895 Katol. lid. str.                   | |
| Doblhoff Rudolf                         | VS    |                                    | DR           | Spoj. něm. levice                                               | Nastoupil 10. 10. 1893 místo L. Gudena.                                                                              |
| Doblhoff-Dier Heinrich                  | VS    |                                    | DR           | Spoj. něm. levice                                               | |
| Doležal Jindřich                        | VO    | Kolín, Poděbrady atd.              | ČE           | Mladočeši                                                       | Rezign. oznámena na sch. 16. 10. 1894.                                                                               |
| Dostál Karel                            | M     | Tábor, Pacov atd.                  | ČE           | Staročeši, r. 1893 nezařazený                                   | |
| Dötz August                             | VO    | Zwettl, Dobersberg atd.            | DR           | Antisemité, r. 1893 křesť.-soc.                                 | |
| Dubsky Adolf                            | VS    |                                    | MO           | Coroniniho klub                                                 | |
| Dubský Quido                            | VS    |                                    | MO           | Spoj. něm. levice                                               | |
| Dumreicher Armand                       | OŽK   | Klagenfurt                         | KO           | Spoj. něm. levice                                               | Slib slož. 16. 4. 1891, rezign. oznámena na sch. 22. 10. 1895.                                                       |
| Dvořák Jan                              | VO    | Hr. Králové, Jaroměř atd.          | ČE           | Mladočeši                                                       | |
| Dyk Emanuel                             | VO    | Plzeň, Královice atd.              | ČE           | Mladočeši                                                       | |
| Dzieduszycki Wojciech                   | VS    |                                    | HA           |                                                                 | Nastoupil 28. 10. 1895 místo S. Cieńského.                                                                           |
| Ebenhoch Alfred                         | VO    | Rohrbach, Urfahr                   | HR           | Hohenwartův klub, od r. 1895 Katol. lid. str.                   | |
| Edlbacher August                        | M     | Steyr, Kremsmünster atd.           | HR           | Spoj. něm. levice                                               | Rezign. oznámena na sch. 27. 11. 1895.                                                                               |
| Eim Gustav                              | M     | Litomyšl, Polička atd.             | ČE           | Mladočeši                                                       | |
| Elbl Anton                              | M     | St. Veit, Friesach, Wolfsberg atd. | KO           | Spoj. něm. levice                                               | |
| Eltz Alfred                             | VS    |                                    | DR           | Spoj. něm. levice                                               | |
| Engel Emanuel                           | M     | Kolín, Poděbrady atd.              | ČE           | Mladočeši                                                       | |
| Engel Josef                             | M     | Olomouc, Něm. Brodek atd.          | MO           | Spoj. něm. levice                                               | Nastoupil 9. 7. 1895 místo A. Weebera.                                                                               |
| Erb Leopold                             | M     | Steyr, Kremsmünster atd.           | HR           |                                                                 | Nastoupil 15. 2. 1896 místo A. Edlbachera.                                                                           |
| Exner Wilhelm                           | M     | Vídeň, I. okres                    | DR           | Spoj. něm. levice                                               | |
| Fabián Václav                           | VS    |                                    | ČE           | český konz. velkost., r. 1893 Hohenwartův klub                  | |
| Falkenhayn Julius                       | VS    |                                    | HR           | Hohenwartův klub                                                | |
| Fanderlík Josef                         | M     | N. Město, Jaroměřice atd.          | MO           | moravští Češi                                                   | Zemřel 8. 5. 1895.                                                                                                   |
| Ferjančič Andrej                        | VO    | Postojna, Logatec atd.             | KR           | Hohenwartův klub, r. 1893 Chorvatsko-slovin. klub               | |
| Fischer Karol Józef                     | VO    | Rzeszów, Kolbuszowa atd.           | HA           |                                                                 | Nastoupil 21. 2. 1895 místo Z. Tyszkiewicze.                                                                         |
| Forcher-Ainbach Konrad                  | M     | Judenburg, Neumarkt, Murau atd.    | ŠT           | Něm. nacionál. str.                                             | Nastoupil 23. 5. 1892 místo H. Reichera.                                                                             |
| Foregger Richard                        | M     | Celje, Brežice, Šoštanj atd.       | ŠT           | Deutschnat. Vereinig., r. 1893 nezařazený                       | |
| Formánek Václav                         | VO    | Chrudim, Nasavrky atd.             | ČE           | Mladočeši                                                       | |
| Fořt Josef                              | OŽK   | Praha                              | ČE           | Mladočeši                                                       | Nastoupil 10. 10. 1893 místo V. Němce, rezign. oznámena na sch. 10. 3. 1896.                                         |
| Fournier August                         | M     | Děčín, Podmokly atd.               | ČE           | Spoj. něm. levice, r. 1896 vystoupil                            | |
| Fries August                            | VS    | MO                                 | MO           | Str. středu, r. 1893 nezařazený                                 | Slib složil 23. 4. 1891.                                                                                             |
| Fuchs Viktor                            | VO    | St. Johann, Tamsweg                | SA           | Hohenwartův klub, od r. 1895 Katol. lid. str.                   | |
| Funke Alois                             | M     | Litoměřice, Lovosice atd.          | ČE           | Spoj. něm. levice, r. 1896 vystoupil                            | Nastoupil 22. 2. 1894 místo A. Meißlera.                                                                             |
| Fürnkranz Heinrich                      | VO    | Krems, Mautern, Horn atd.          | DR           | Antisemité, r. 1893 Něm. nacionál. str.                         | Zemřel 28. 12. 1896.                                                                                                 |
| Fürstl von Teichek Rudolf               | VS    |                                    | ČE           | Spoj. něm. levice                                               | |
| Fuß Hubert                              | M/OŽK | Opava/Opava                        | SL           | Deutschnat. Vereinig.                                           | Zemřel 25. 10. 1893.                                                                                                 |
| Fux Hugo                                | VO    | Nový Jičín, Hranice atd.           | MO           | Spoj. něm. levice                                               | Nastoupil 17. 1. 1893 místo J. Nedelly.                                                                              |
| Garnhaft Karl                           | VO    | Mistelbach, Feldsberg atd.         | DR           | Deutschnat. Vereinig.                                           | |
| Gasser Vinzenz                          | VO    | Imst, Reutte, Landeck atd.         | TY           | Hohenwartův klub, od r. 1895 Katol. lid. str.                   | |
| Gessmann Albert                         | M     | Vídeň, VII. okres                  | DR           | Antisemité, r. 1893 křesť.-soc.                                 | |
| Ghon Carl                               | VO    | Villach, Ferlach atd.              | KO           | Spoj. něm. levice, r. 1896 vystoupil                            | |
| Globočnik Anton                         | M     | Postojna, Idrija atd.              | KR           | Hohenwartův klub                                                | Rezign. oznámena na sch. 15. 2. 1896.                                                                                |
| Gniewosz-Oleksów Edward                 | VO    | Sanok, Brzozów atd.                | HA           | Polský klub                                                     | |
| Gniewosz Włodzimierz                    | VS    |                                    | HA           | Polský klub                                                     | |
| Gołuchowski Adam                        | VS    |                                    | HA           | Polský klub                                                     | |
| Gomperz Julius                          | OŽK   | Brno                               | MO           | Spoj. něm. levice                                               | Rezignoval kvůli povolání do Panské sněmovny 31. 10. 1892.                                                           |
| Götz Leopold                            | M     | Mikulov, Hustopeče atd.            | MO           | Spoj. něm. levice                                               | |
| Gregorčič Anton                         | VO    | Gorice, Tolmin, Sežana atd.        | GG           | Hohenwartův klub, r. 1893 Chorvatsko-slovin. klub               | |
| Gregorec Lavoslav                       | VO    | Ptuj, Rogatec, Ljutomer atd.       | ŠT           | Hohenwartův klub, r. 1893 Chorvatsko-slovin. klub               | |
| Grégr Eduard                            | VO    | Roudnice, Mělník atd.              | ČE           | Mladočeši                                                       | |
| Groß Gustav                             | M     | Jihlava, Třebíč atd.               | MO           | Spoj. něm. levice, r. 1896 vystoupil                            | |
| Gudenus Leopold                         | VS    |                                    | DR           | Spoj. něm. levice                                               | Rezign. oznámena na sch. 10. 10. 1893.                                                                               |
| Haase Johann                            | M     | Znojmo, Dačice atd.                | MO           | Spoj. něm. levice                                               | |
| Haase Theodor                           | M     | Bílsko, Strumeň atd.               | SL           | Spoj. něm. levice                                               | |
| Habermann Josef                         | M     | N. Jičín, Štramberk atd.           | MO           | Spoj. něm. levice                                               | |
| Habicher Franz                          | M     | M. Třebová, Svitavy atd.           | MO           | Spoj. něm. levice                                               | |
| Hackelberg-Landau Rudolf A. v.          | VS    |                                    | ŠT           | Spoj. něm. levice                                               | Slib složil 16. 4. 1891.                                                                                             |
| Hagenhofer Franz                        | VO    | Hartberg, Weiz atd.                | ŠT           | Hohenwartův klub                                                | |
| Hájek Max                               | OŽK   | Plzeň                              | ČE           | Mladočeši                                                       | |
| Hallwich Hermann                        | M     | Trutnov, Vrchlabí atd.             | ČE           | Spoj. něm. levice, r. 1896 vystoupil                            | |
| Hauck Wilhelm Philipp                   | M     | Vídeň, IV. a X. okres              | DR           | Antisemité, r. 1893 křesť.-soc.                                 | Slib složil 5. 6. 1891.                                                                                              |
| Hayden Christoph Sigmund                | VS    |                                    | HR           | Hohenwartův klub                                                | Nastoupil 7. 6. 1895 místo E. Haydena.                                                                               |
| Hayden Eduard                           | VS    |                                    | HR           | Hohenwartův klub                                                | Slib složil 25. 5. 1891, zemřel 6. 3. 1895.                                                                          |
| Heilsberg Josef Alfred                  | M     | Bruck, Leoben, Aflenz atd.         | ŠT           | Spoj. něm. levice                                               | Zemřel 1894. |
| Heinemann Ludwig                        | M     | Krems, Stein, Zwettl atd.          | DR           | Spoj. něm. levice                                               | |
| Helcelet Ctibor                         | VO    | Brno, Vyškov atd.                  | MO           | Mladočeši, r. 1893 Klub moravských Čechů                        | |
| Hellrigl Adalbert                       | VS    | II. volič. sbor                    | TY           | Spoj. něm. levice                                               | |
| Henzel Seweryn                          | VS    |                                    | HA           | Polský klub                                                     | |
| Herbst Eduard                           | M     | Vídeň, I. okres                    | DR           | Spoj. něm. levice                                               | Zemřel 25. 6. 1892.                                                                                                  |
| Herk Blasius                            | VO    | Judenburg, Murau atd.              | ŠT           | Hohenwartův klub                                                | |
| Herold Josef                            | M     | Čáslav, Kut. Hora atd.             | ČE           | Mladočeši                                                       | |
| Hielle Karl                             | M     | Rumburk, Kr. Lípa atd.             | ČE           | Spoj. něm. levice                                               | Zemřel 17. 11. 1891.                                                                                                 |
| Hirsch Gustav                           | VS    |                                    | SL           | Spoj. něm. levice                                               | |
| Hlávka Josef                            | VS    |                                    | ČE           | český konz. velkost.                                            | Slib nesložil, byl povolán do Panské sněmovny.                                                                       |
| Hoch Josef                              | VO    | Kroměříž, Přerov atd.              | MO           | moravští Češi                                                   | Zemřel 6. 5. 1895.                                                                                                   |
| Hofmann von Wellenhof Paul              | M     | Št. Hradec (vnitřní město)         | ŠT           | Deutschnat. Vereinig.                                           | Rezign. oznámena na sch. 9. 10. 1896.                                                                                |
| Hofmann Vinzenz                         | VO    | Stříbro, Horš. Týn atd.            | ČE           | Spoj. něm. levice, r. 1896 vystoupil                            | |
| Hofmokl Michael                         | M     | Stanislavov, Tysmenicja atd.       | HA           | Polský klub                                                     | Nastoupil 10. 5. 1892 místo L. Bilinského.                                                                           |
| Hohenlohe-Waldenburg-Schillingsfürst E. | M/OŽK | Gorice, Gradiška atd./Gorice       | GG           |                                                                 | Nastoupil 22. 10. 1895 místo F. Coroniniho-Cronberga, zemřel 1896.                                                   |
| Hohenwart Karl                          | VO    | Kranj, Kamnik atd.                 | KR           | Hohenwartův klub                                                | |
| Hompesch-Bollheim Ferdinand             | VO    | Risko, Łańcut atd.                 | HA           | Polský klub                                                     | Slib složil 13. 4. 1891.                                                                                             |
| Horodyski Kornel                        | VO    | Bučač, Čortkiv atd.                | HA           |                                                                 | Nastoupil 11. 11. 1895 místo M. Wolańského.                                                                          |
| Hurmuzachi Eudoxiu                      | VO    | Černovice, Siret atd.              | BU           | Hohenwartův klub                                                | |
| Hübner Viktor                           | VO    | Mikulov, Znojmo atd.               | MO           | Spoj. něm. levice                                               | |
| Hütter Heinrich                         | VO    | Krumlov, J. Hradec atd.            | ČE           | Spoj. něm. levice, r. 1896 vystoupil                            | |
| Chlumecký Johann                        | M     | Brno                               | MO           | Spoj. něm. levice                                               | |
| Chotek Ferdinand                        | VS    |                                    | ČE           |                                                                 | Slib složil 19. 3. 1894.                                                                                             |
| Chotkowski Władysław                    | VO    | Krakov, Wieliczka atd.             | HA           | Polský klub                                                     | |
| Chrzanowski Leon                        | VS    |                                    | HA           | Polský klub                                                     | |
| Jaksch von Wartenhorst Friedrich        | VS    |                                    | ČE           | Spoj. něm. levice                                               | |
| Janda Heřman                            | VO    | Karlín atd.                        | ČE           |                                                                 | Nastoupil 9. 7. 1895 místo F. Tilšera.                                                                               |
| Jaques Heinrich                         | M     | Vídeň, I. okres                    | DR           | Spoj. něm. levice                                               | Zemřel 25. 1. 1894.                                                                                                  |
| Jaworski Apolinary                      | VS    |                                    | HA           | Polský klub                                                     | |
| Jax Gottfried                           | M     | St. Pölten, Scheibbs atd.          | DR           | Hohenwartův klub, r. 1893 křesť.-soc.                           | |
| Jędrzejowicz Adam                       | M     | Jarosław, Rzeszów atd.             | HA           | Polský klub                                                     | |
| Jordan Andreas                          | VO    | Gradiška, Cormòns atd.             | GG           | Hohenwartův klub, r. 1893 nezařazený                            | |
| Kaftan Jan                              | M     | Praha (M. Strana, Hradčany atd.)   | ČE           | Mladočeši                                                       | |
| Kaiser August                           | VO    | Bruntál, Frývaldov atd.            | SL           | Deutschnat. Vereinig.                                           | |
| Kaizl Josef                             | M     | Karlín, Smíchov atd.               | ČE           | Mladočeši                                                       | |
| Kaltenegger Mathias                     | VO    | Št. Hradec, Voitsberg atd.         | ŠT           | Hohenwartův klub                                                | |
| Karlon Alois                            | VO    | Leibnitz, Deutschlandsberg atd.    | ŠT           | Hohenwartův klub                                                | |
| Kathrein Theodor                        | VO    | Innsbruck, Sterzing atd.           | TY           | Hohenwartův klub                                                | |
| Keil Franz                              | M/OŽK | Salzburg/Salzburg                  | SA           | Spoj. něm. levice                                               | |
| Kielmannsegg Karl                       | VS    |                                    | DR           | Spoj. něm. levice                                               | |
| Kindermann Franz                        | M     | Šluknov, Haňšpach atd.             | ČE           | Deutschnat. Vereinig.                                           | |
| Kindermann Johann Hermann               | VO    | Děčín, Rumburk atd.                | ČE           | Spoj. něm. levice (do r. 1896), pak Něm. pokrok. str.           | Nastoupil 3. 4. 1894 místo S. Richtera.                                                                              |
| Kinský Bedřich Karel                    | VS    |                                    | ČE           | český konz. velkost.                                            | Rezign. oznámena na sch. 10. 10. 1893.                                                                               |
| Kirschner Franz                         | VO    | Klagenfurt, Völkermarkt atd.       | KO           | Spoj. něm. levice, r. 1896 vystoupil                            | |
| Kirschner Josef                         | VO    | Č. Lípa, Jablonné atd.             | ČE           | Spoj. něm. levice, r. 1896 vystoupil                            | |
| Klaić Miho                              | VO    | Dubrovník, Korčula atd.            | DA           | Hohenwartův klub, r. 1893 Chorvatsko-slovin. klub               | Zemřel 3. 1. 1896.                                                                                                   |
| Klaić Petar                             | VO    | Dubrovník, Korčula atd.            | DA           |                                                                 | Nastoupil 11. 5. 1896 místo M. Klaiće.                                                                               |
| Klein von Wisenberg Hubert              | VS    |                                    | MO           | Spoj. něm. levice                                               | Slib složil 20. 5. 1891.                                                                                             |
| Kleist Bedřich                          | VS    |                                    | ČE           | český konz. velkost., r. 1893 Hohenwartův klub                  | |
| Klucki Sobieslaus                       | M     | Těšín, Frýdek atd.                 | SL           | Spoj. něm. levice                                               | Nastoupil 5. 12. 1892 místo J. Demela von Elswehr, rezign. oznámena na sch. 22. 10. 1895.                            |
| Klucki Stanisław                        | VS    |                                    | HA           | Polský klub                                                     | |
| Klun Karel                              | VO    | Lublaň, Litija atd.                | KR           | Hohenwartův klub                                                | Zemřel 8. 6. 1896.                                                                                                   |
| Knoll Rudolf                            | OŽK   | Cheb                               | ČE           | Spoj. něm. levice, r. 1896 vystoupil                            | Nastoupil 23. 11. 1895 místo E. Plenera.                                                                             |
| Koblar Anton                            | M     | Postojna, Idrija atd.              | KR           |                                                                 | Nastoupil 2. 3. 1896 místo A. Globočnika.                                                                            |
| Kohler Johann                           | VO    | Bregenz, Bregenzerwald atd.        | VO           | Hohenwartův klub, od r. 1895 Katol. lid. str. (pak to popřel)   | |
| Kokoschinegg Gustav                     | M     | Maribor, Slov. Bistrica atd.       | ŠT           | Deutschnat. Vereinig.                                           | |
| Kounic Václav Robert                    | M     | Slaný, Louny, Kladno atd.          | ČE           | Mladočeši                                                       | |
| Kopp Josef                              | M     | Vídeň, I. okres                    | DR           | Spoj. něm. levice                                               | |
| Kopyciński Adam                         | VO    | Tarnow, Pilzno atd.                | HA           | Polský klub                                                     | |
| Koziebrodzki Władysław                  | VO    | Jarosław, Cieszanów atd.           | HA           | Polský klub                                                     | Nastoupil 8. 6. 1891 místo J. K. Czartoryského, zemřel 1893.                                                         |
| Kozłowski-Bolesta Włodzimierz           | VS    |                                    | HA           | Polský klub                                                     | |
| König František                         | VO    | Příbram, Hořovice atd.             | ČE           |                                                                 | Nastoupil 16. 10. 1894 místo F. V. Veselého.                                                                         |
| Kraiński Władysław                      | VS    |                                    | HA           | Polský klub                                                     | Slib složil 13. 4. 1891.                                                                                             |
| Kramář Karel                            | VO    | Jičín, N. Paka atd.                | ČE           | Mladočeši                                                       | |
| Kraus Victor                            | M     | Hartberg, Friedberg atd.           | ŠT           | Deutschnat. Vereinig., r. 1893 nezařazený                       | |
| Křepek Franz                            | VO    | K. Vary, Jáchymov atd.             | ČE           | Spoj. něm. levice, r. 1896 vystoupil                            | |
| Kronawetter Ferdinand                   | M     | Vídeň, I. okres                    | DR           | nezařazený                                                      | Nastoupil 5. 11. 1892 místo E. Herbsta.                                                                              |
| Krumbholz Václav                        | VO    | Smíchov, Zbraslav atd.             | ČE           | Mladočeši                                                       | |
| Krynyckyj Lukylijan                     | M     | Tarnopol, Berežany atd.            | HA           |                                                                 | Nastoupil 22. 2. 1894 místo E. Czerkawského.                                                                         |
| Kuenburg Gandolf                        | M     | Linec, Urfahr atd.                 | HR           | Spoj. něm. levice                                               | |
| Kulp Vojtěch                            | M     | Kroměříž, Uh. Hradiště atd.        | MO           | moravští Češi                                                   | |
| Kupelwieser Franz                       | OŽK   | Leoben                             | ŠT           |                                                                 | Nastoupil 22. 10. 1895 místo A. Peeze.                                                                               |
| Kurz Vilém                              | M     | Písek, Domažlice atd.              | ČE           |                                                                 | Nastoupil 22. 2. 1894 místo T. Masaryka.                                                                             |
| Kušar Josip                             | M/OŽK | Lublaň/Lublaň                      | KR           | r. 1893 Chorvatsko-slovin. klub                                 | |
| Kübeck Max                              | VS    |                                    | MO           | Spoj. něm. levice                                               | |
| Kvekić Radoslav                         | VO    | Kotor, Risan atd.                  | DA           | Hohenwartův klub, r. 1893 nezařazený                            | |
| Kyrle Eduard                            | M     | Ried, Braunau atd.                 | HR           | Spoj. něm. levice                                               | |
| Laginja Matko                           | VO    | Poreč, Pula atd.                   | IS           | Klub nez. chorvat. a slovin. poslanců                           | Nastoupil 13. 11. 1891 místo T. Vergottiniho.                                                                        |
| Lang Čestmír                            | VO    | Milevsko, Benešov atd.             | ČE           | Mladočeši                                                       | |
| Lang Hynek                              | VO    | Tábor, Soběslav atd.               | ČE           | Mladočeši                                                       | |
| Lanikiewicz Josef                       | VO    | Žovkva, Sokal, Rawa atd.           | HA           |                                                                 | Neslož. slib, na mandát rezignoval.                                                                                  |
| Leonhardi Adolf                         | VS    |                                    | ČE           | český konz. velkost., r. 1893 Hohenwartův klub                  | Slib složil 16. 4. 1891, nastoupil místo J. Nádherného z Borutína.                                                   |
| Lewakowski Karol                        | M     | Lvov                               | HA           | Polský klub                                                     | |
| Lewicki Witold                          | M     | Přemyšl, Grodek atd.               | HA           | Polský klub                                                     | |
| Liechtenstein Aloys                     | M     | Vídeň, XVI. - XIX. okres           | DR           | Antisemité, r. 1893 křesť.-soc.                                 | |
| Lienbacher Georg                        | VO    | Salzburg, Golling atd.             | SA           | Klerikálové                                                     | Zemřel 14. 9. 1896.                                                                                                  |
| Lilgenau Karl                           | VS    |                                    | ČE           |                                                                 | Nastoupil 27. 4. 1895 místo L. Oppenheimera.                                                                         |
| Lorber Franz                            | M     | Bruck, Leoben, Aflenz atd.         | ŠT           | Spoj. něm. levice                                               | Nastoupil 21. 2. 1895 místo J. A. Heilsberga.                                                                        |
| Łoś August                              | VS    |                                    | HA           | Polský klub                                                     | |
| Lubich Karl                             | VO    | Olomouc, Šternberk atd.            | MO           | Spoj. něm. levice                                               | Zemřel 4. 1. 1897.                                                                                                   |
| Ludwig Ferdinand                        | OŽK   | Št. Hradec                         | ŠT           | Deutschnat. Vereinig.                                           | |
| Ludwigstorff Anton                      | VS    |                                    | DR           | Coroniniho klub                                                 | |
| Lueger Karl                             | M     | Vídeň, V. okres                    | DR           | Antisemité, r. 1893 křesť.-soc.                                 | |
| Lupul Ioan                              | VO    | Rădăuți, Suceava atd.              | BU           | Hohenwartův klub                                                | |
| Luzzatto Raffaele                       | M     | Terst, I. volič. sbor              | TE           | Coroniniho klub                                                 | |
| Madeyski-Poray Stanisław                | M     | Biała, Nowy Sącz atd.              | HA           | Polský klub                                                     | |
| Malfatti Valeriano                      | M/OŽK | Roveredo, Mori atd./Roveredo       | TY           | Hohenwartův klub, r. 1893 nezařazený                            | Slib složil 13. 4. 1891.                                                                                             |
| Mandyčevskyj Kornylo                    | VO    | Stanislavov, Nadvirna atd.         | HA           | Rusíni, r. 1893 Rusínský klub                                   | Slib složil 13. 4. 1891.                                                                                             |
| Marani Francesco                        | M/OŽK | Gorice, Cormòns atd./Gorice        | GG           |                                                                 | Nastoupil 24. 11. 1896 místo E. Hohenlohe-Waldenburg-Schillingsfürst.                                                |
| Marchet Gustav                          | M     | Baden, Mödling atd.                | DR           | Spoj. něm. levice                                               | |
| Marini Bartolomeo                       | VO    | Cles, Fondo atd.                   | TY           | Hohenwartův klub, r. 1893 nezařazený                            | |
| Masaryk Tomáš                           | M     | Písek, Domažlice atd.              | ČE           | Mladočeši                                                       | Rezign. oznámena na sch. 10. 10. 1893.                                                                               |
| Masovčić Augustin                       | VO    | Šibenik, Berlicca, Knin            | DA           | Hohenwartův klub                                                | Rezign. oznámena na sch. 3. 12. 1891.                                                                                |
| Mauthner Max                            | OŽK   | Vídeň                              | DR           | Spoj. něm. levice                                               | |
| Meißler Anton                           | M     | Litoměřice, Lovosice atd.          | ČE           | Spoj. něm. levice                                               | Zemřel 1893. |
| Menger Max                              | M     | Krnov, Albrechtice atd.            | SL           | Spoj. něm. levice                                               | |
| Mezník Antonín                          | VO    | Jihlava, Třebíč atd.               | MO           | moravští Češi                                                   | |
| Milewski Józef                          | VS    |                                    | HA           | Polský klub                                                     | Nastoupil 27. 10. 1894 místo T. Rozwadowského-Jordana.                                                               |
| Miskolczy Emil                          | M     | Suceava, Siret atd.                | BU           | Spoj. něm. levice                                               | |
| Mixa Blažej                             | M     | Příbram, Břez. Hory atd.           | ČE           | Mladočeši                                                       | Rezign. oznámena na sch. 10. 10. 1893.                                                                               |
| Moro Leopold                            | VS    |                                    | KO           | Spoj. něm. levice                                               | |
| Morré Karl                              | M     | Leibnitz, Deutschlandsberg atd.    | ŠT           | Deutschnat. Vereinig., od r. 1893 nezařazený                    | Rezignoval 10. 10. 1893, téhož dne opět složil slib.                                                                 |
| Morsey Franz                            | VO    | Feldbach, Radkersburg atd.         | ŠT           | Hohenwartův klub, od r. 1895 Katol. lid. str.                   | |
| Moscon Julius Alfred                    | VS    |                                    | ŠT           |                                                                 | Nastoupil 26. 11. 1894 místo F. Attemse.                                                                             |
| Müller Emil                             | VO    | Liberec, Č. Dub atd.               | ČE           | Spoj. něm. levice                                               | Zemřel 14. 11. 1892.                                                                                                 |
| Muth Leopold                            | VO    | St. Pölten, Lilienfeld atd.        | DR           | Deutschnat. Vereinig.                                           | Zemřel 17. 10. 1893.                                                                                                 |
| Nabergoj Ivan                           | M     | Terst, IV. volič. sbor             | TE           | Hohenwartův klub, r. 1893 Chorvatsko-slovin. klub               | |
| Nádherný z Borutína Jan                 |       |                                    |              | český konz. velkost.                                            | Zemřel 20. 3. 1891 před složením slibu.                                                                              |
| Nedella Johann                          | VO    | N. Jičín, Hranice atd.             | MO           | Coroniniho klub                                                 | Rezign. oznámena na sch. 16. 11. 1892.                                                                               |
| Němec Václav                            | OŽK   | Praha                              | ČE           | Mladočeši                                                       | Rezign. oznámena na sch. 18. 1. 1892.                                                                                |
| Neuber Wilhelm                          | OŽK   | Vídeň                              | DR           | Spoj. něm. levice                                               | |
| Neuwirth Josef                          | OŽK   | Brno                               | MO           | Spoj. něm. levice                                               | Zemřel 20. 5. 1895.                                                                                                  |
| Nischelwitzer Oswald                    | VO    | Spittal, Hermagor atd.             | KO           | Spoj. něm. levice                                               | Zemřel 14. 5. 1894.                                                                                                  |
| Nitsche Friedrich                       | M     | Krumlov, Kaplice atd.              | ČE           | Spoj. něm. levice, r. 1896 vystoupil                            | |
| Noske Konstantin                        | M     | Vídeň, I. okres                    | DR           | Spoj. něm. levice                                               | Nastoupil 5. 4. 1894 místo H. Jaquese.                                                                               |
| Oberndorfer Johann                      | VO    | Amstetten, Ybbs atd.               | DR           | Hohenwartův klub, od r. 1895 Katol. lid. str.                   | |
| Ochrymovyč Ksenofont                    | VO    | Stryj, Drohobyč atd.               | HA           | Rusíni, r. 1893 Rusínský klub                                   | |
| Oppenheimer Ludwig                      | VS    |                                    | ČE           | Spoj. něm. levice                                               | Dopisem z 22. 1. 1895 povolán do Panské sněmovny.                                                                    |
| Pabstmann Gustav Ludwig                 | VS    |                                    | ČE           | český konz. velkost., r. 1893 Hohenwartův klub                  | |
| Pacák Bedřich                           | VO    | Čáslav, Kut. Hora atd.             | ČE           | Mladočeši                                                       | |
| Pálffy von Erdöd Eduard                 | VS    |                                    | ČE           | český konz. velkost., r. 1893 Hohenwartův klub                  | |
| Parish von Senftenberg Oskar            | VS    |                                    | ČE           |                                                                 | Nastoupil 12. 5. 1896 místo G. Clam-Martinice.                                                                       |
| Pastor Leo                              | VO    | Jarosław, Cieszanów atd.           | HA           | Polský klub                                                     | Nastoupil 13. 10. 1893 místo W. Koziebrodzkého.                                                                      |
| Pattai Robert                           | M     | Vídeň, VI. okres                   | DR           | Antisemité, r. 1893 křesť.-soc.                                 | |
| Peez Alexander                          | OŽK   | Leoben                             | ŠT           | Spoj. něm. levice                                               | Rezign. oznámena na sch. 22. 10. 1895.                                                                               |
| Peitler Johann                          | VO    | Spittal, Hermagor atd.             | KO           | Hohenwartův klub, od r. 1895 Katol. lid. str.                   | Nastoupil 16. 10. 1894 místo O. Nischelwitzera.                                                                      |
| Pergelt Anton                           | M     | Rumburk, Kr. Lípa atd.             | ČE           | Spoj. něm. levice, r. 1896 vystoupil                            | Nastoupil 18. 1. 1892 místo K. Hielleho.                                                                             |
| Perić Josip Vergilij                    | VO    | Sinj, Makarska atd.                | DA           | Hohenwartův klub, r. 1893 Klub nez. chorvat. a slovin. poslanců | |
| Pernerstorfer Engelbert                 | M     | Wiener Neustadt atd.               | DR           | Deutschnat. Vereinig., r. 1893 nezařazený                       | |
| Peschka Franz                           | VO    | Litomyšl, Polička atd.             | ČE           | Spoj. něm. levice, r. 1896 vystoupil                            | |
| Pfeifer Viljem                          | VO    | Novo mesto, Krško atd.             | KR           | Hohenwartův klub                                                | |
| Pidljašeckyj Adolf                      | VO    | Kolomyja, Sniatyn atd.             | HA           | Rusíni, r. 1893 Rusínský klub                                   | |
| Piętak Leonard                          | M     | Lvov                               | HA           | Polský klub                                                     | Nastoupil 10. 10. 1893 místo J. F. Smolky.                                                                           |
| Pichler Wilhelm                         | M     | Žatec, Postoloprty atd.            | ČE           | Spoj. něm. levice                                               | Slib složil 13. 4. 1891, rezign. oznámena na sch. 22. 10. 1895.                                                      |
| Piniński Leon                           | VO    | Tarnopol, Skalat atd.              | HA           | Polský klub                                                     | |
| Pirquet Peter                           | VS    |                                    | DR           | Spoj. něm. levice                                               | |
| Plass Johann                            | VO    | Linec, Steyr atd.                  | HR           | Hohenwartův klub, od r. 1895 Katol. lid. str.                   | |
| Płażek Edwin                            | VO    | Zoločiv atd.                       | HA           | Polský klub                                                     | Rezign. oznámena na sch. 14. 12. 1895.                                                                               |
| Plener Ernst                            | OŽK   | cheb                               | ČE           | Spoj. něm. levice                                               | Rezignoval dopisem 2. 7. 1895.                                                                                       |
| Podlewski Eduard                        | VS    |                                    | HA           | Polský klub                                                     | Nastoupil 3. 2. 1893 místo A. Czajkowského.                                                                          |
| Poklukar Josip                          | M/OŽK | Lublaň/Lublaň                      | KR           | Hohenwartův klub                                                | Zvolen poslancem, před slož. slibu zemřel.                                                                           |
| Polak Otto                              | M     | Falknov, Loket atd.                | ČE           | Spoj. něm. levice, r. 1896 vystoupil                            | |
| Pollak Leopold                          | OŽK   | Budějovice                         | ČE           | Staročeši, r. 1893 nezařazený                                   | Slib složil 16. 4. 1891.                                                                                             |
| Polzhofer Rudolf                        | VO    | Hietzing, Bruck atd.               | DR           | Deutschnat. Vereinig., od r. 1892 člen (předtím hospitant)      | |
| Popowski Józef                          | VO    | Wadowice, Myślenice atd.           | HA           | Polský klub                                                     | |
| Popper Heinrich                         | OŽK   | Černovice                          | BU           | Spoj. něm. levice                                               | Zemřel 4. 2. 1896.                                                                                                   |
| Posch Alois                             | VO    | Bruck, Leoben atd.                 | ŠT           | Deutschnat. Vereinig.                                           | |
| Potocki Andrzej Kazimierz               | VS    |                                    | HA           | Polský klub                                                     | Nastoupil 21. 2. 1895 místo J. Stadnického.                                                                          |
| Potoczek Jan                            | VO    | Nowy Sącz, Limanowa atd.           | HA           | Polský klub                                                     | |
| Povše Franc                             | VO    | Kočevje, Trebnje atd.              | KR           | Hohenwartův klub                                                | |
| Prade Heinrich                          | M     | Liberec                            | ČE           | Deutschnat. Vereinig.                                           | |
| Pražák Alois                            | VO    | Boskovice, Tišnov atd.             | MO           | moravští Češi                                                   | 4. 8. 1892 povolán do Panské sněmovny.                                                                               |
| Prettner Veit                           | VO    | St. Veit, Wolfsberg atd.           | KO           | Spoj. něm. levice (?) n. Něm. nacionál. str.                    | Rezign. oznámena na sch. 22. 5. 1894.                                                                                |
| Promber Adolf                           | M     | Hranice, Lipník atd.               | MO           | Spoj. něm. levice                                               | |
| Proskowetz Emanuel                      | OŽK   | Olomouc                            | MO           | Spoj. něm. levice                                               | |
| Purghart Richard                        | VO    | Budějovice, Třeboň atd.            | ČE           | Mladočeši                                                       | |
| Radimský Jan                            | VS    |                                    | ČE           | Hohenwartův klub                                                | Složil slib 13. 5. 1891.                                                                                             |
| Rainer-Harbach Victor                   | M     | Klagenfurt                         | KO           | Spoj. něm. levice                                               | Rezignace na mandát za kurii M ozn. na sch. 22. 10. 1895, týž den slož. slib za OŽK Klagenfurt místo A. Dumreichera. |
| Rammer Mathias                          | VO    | Perg, Freistadt atd.               | HR           | Hohenwartův klub, od r. 1895 Katol. lid. str.                   | |
| Rapoport von Porada Arnold              | OŽK   | Krakov                             | HA           | Polský klub                                                     | |
| Rapp Johann                             | VO    | Schwaz, Kufstein atd.              | TY           | Hohenwartův klub, od r. 1895 Katol. lid. str.                   | |
| Rašín František                         | VO    | Kolín, Poděbrady atd.              | ČE           |                                                                 | Nastoupil 26. 11. 1894 místo J. Doležala.                                                                            |
| Reicher Heinrich                        | M     | Judenburg, Neumarkt atd.           | ŠT           | Deutschnat. Vereinig.                                           | Rezign. oznámena na sch. 26. 4. 1892.                                                                                |
| Richter Franz                           | M     | Korneuburg, Stockerau atd.         | DR           | Deutschnat. Vereinig.                                           | |
| Richter Stefan                          | VO    | Děčín, Rumburk atd.,               | ČE           | Spoj. něm. levice                                               | Nastoupil 10. 10. 1893 místo E. Theumera, rezign. oznámena na sch. 22. 2. 1894.                                      |
| Rigler Franz                            | VO    | Korneuburg, Ober-Hollabrunn atd.   | DR           | Deutschnat. Vereinig.                                           | |
| Rizzi Lodovico                          | M/OŽK | Poreč, Piran/Rovinj                | IS           | Coroniniho klub                                                 | Slož. slib 13. 4. 1891.                                                                                              |
| Robič Franc                             | VO    | Maribor, Sl. Konjice atd.          | ŠT           | Hohenwartův klub                                                | |
| Rogl Johann                             | VO    | Gmunden, Kirchdorf atd.            | HR           | Hohenwartův klub, od r. 1895 Katol. lid. str.                   | |
| Putz von Rolsberg Karl                  | VO    | Opava, Bílovec atd.                | SL           | Str. středu, r. 1893 Coroniniho klub                            | |
| Romančuk Julian                         | VO    | Kaluš, Dolina atd.                 | HA           | Rusíni, r. 1893 Rusínský klub                                   | |
| Rosenstock Maurycy                      | OŽK   | Brody                              | HA           | Polský klub                                                     | |
| Roser Franz Moritz                      | VO    | Trutnov, Vrchlabí atd.             | ČE           | Spoj. něm. levice, r. 1896 vystoupil                            | |
| Roszkowski Gustaw                       | M     | Sambir, Stryj atd.                 | HA           | Polský klub                                                     | |
| Rott Josef                              | M     | Černovice                          | BU           |                                                                 | Nastoupil 10. 11. 1894 místo H. Wagnera.                                                                             |
| Rottmayr Jakob                          | M     | St. Johann, Werfen atd.            | SA           | Spoj. něm. levice                                               | |
| Rozkošný Jan                            | VO    | Uh. Hradiště atd.                  | MO           | Mladočeši, r. 1893 Klub moravských Čechů                        | |
| Rozwadowski-Jordan Tomisław             | VS    |                                    | HA           | Polský klub                                                     | Slib složil 13. 4. 1891, rezign. oznámena na sch. 16. 10. 1894.                                                      |
| Ruczka Ludwik                           | VO    | Ropczyce, Mielec atd.              | HA           | Polský klub                                                     | |
| Russ Victor Wilhelm                     | M     | K. Vary, Jáchymov atd.             | ČE           | Spoj. něm. levice, r. 1896 vystoupil                            | |
| Rutowski Tadeusz                        | M     | Tarnow, Bochnia atd.               | HA           | Polský klub                                                     | |
| Salvadori Giovanni                      | VO    | Roveredo, Riva atd.                | TY           | Hohenwartův klub                                                | |
| Sehnal Václav                           | OŽK   | Praha                              | ČE           |                                                                 | Nastoupil 22. 2. 1894 místo J. Wohanky.                                                                              |
| Seichert Ignác                          | VO    | Val. Meziříčí atd.                 | MO           | moravští Češi, r. 1893 mladočeši                                | |
| Serényi Otto                            | VS    |                                    | ČE           | český konz. velkost., r. 1893 Hohenwartův klub                  | |
| Scharschmid von Adlertreu Max           | VS    |                                    | ČE           | Spoj. něm. levice                                               | |
| Schauer Johann                          | M     | Wels, Eferding atd.                | HR           | Spoj. něm. levice                                               | |
| Schaup Wilhelm                          | OŽK   | Linec                              | HR           | Spoj. něm. levice                                               | Rezign. oznámena dopisem 23. 11. 1893.                                                                               |
| Scheicher Josef                         | VO    | St. Pölten, Lilienfeld atd.        | DR           |                                                                 | Nastoupil 27. 10. 1894 místo L. Mutha.                                                                               |
| Schider Georg                           | VS    |                                    | SA           | Klerikálové                                                     | |
| Schier Josef                            | M     | Budějovice                         | ČE           | Spoj. něm. levice, r. 1896 vystoupil                            | |
| Schlesinger Josef                       | M     | Vídeň, VIII. okres                 | DR           | Antisemité, r. 1893 křesť.-soc.                                 | |
| Schneider Ernest                        | M     | Vídeň, XI. - XV. okres             | DR           | Antisemité, r. 1893 křesť.-soc.                                 | |
| Schorn Johann                           | VO    | Bruneck, Brixen atd.               | TY           | Hohenwartův klub, od r. 1895 Katol. lid. str.                   | slib složil 13. 4. 1891.                                                                                             |
| Schücker Zdenko                         | M     | Žatec, Postoloprty atd.            | ČE           | Spoj. něm. levice, r. 1896 vystoupil                            | Nastoupil 5. 11. 1895 místo W. Pichlera.                                                                             |
| Schwab Adolf                            | OŽK   | Liberec                            | ČE           | Spoj. něm. levice, r. 1896 vystoupil                            | Zemřel 19. 1. 1897.                                                                                                  |
| Schwarz František                       | M     | Plzeň                              | ČE           | Mladočeši                                                       | Slib složil 16. 4. 1891.                                                                                             |
| Schwarzenberg Bedřich                   | VS    |                                    | ČE           |                                                                 | Nastoupil 3. 12. 1895 místo K. IV. Schwarzenberga.                                                                   |
| Schwarzenberg Jan                       | VO    | Prachatice, Vimperk atd.           | ČE           | český konz. velkost., r. 1893 Hohenwartův klub                  | |
| Schwarzenberg Karel IV.                 | VS    |                                    | ČE           | český konz. velkost., r. 1893 Hohenwartův klub                  | Rezignace oznámena dopisem 20. 10. 1895.                                                                             |
| Schwegel Josef                          | VS    |                                    | KR           | Spoj. něm. levice                                               | |
| Siegmund Adolf                          | M     | Ústí, Chabařovice atd.             | ČE           | Spoj. něm. levice, r. 1896 vystoupil                            | |
| Sylva-Tarouca Ernst                     | VS    |                                    | ČE           | český konz. velkost., r. 1893 Hohenwartův klub                  | |
| Skala Hugo                              | M     | Št. Hradec (předměstí)             | ŠT           | Deutschnat. Vereinig.                                           | Nastoupil 26. 4. 1892 místo J. Derschatty von Standhalt.                                                             |
| Skarszewski-Żuk Faustyn                 | VS    |                                    | HA           | Polský klub                                                     | |
| Skrzyński Adam                          | VO    | Jasko, Gorlice atd.                | HA           | Polský klub                                                     | |
| Sláma František                         | M     | Hr. Králové, N. Město atd.         | ČE           | Mladočeši                                                       | Slib složil 13. 4. 1891.                                                                                             |
| Slavík Jan                              | M     | Třeboň, J. Hradec atd.             | ČE           | Mladočeši                                                       | |
| Smolka Jan Franciszek                   | M     | Lvov                               | HA           | Polský klub                                                     | Rezign. na mandát i na funkci předs. sněmovny 17. 3. 1893.                                                           |
| Sokol Josef                             | M     | Pardubice, Holice atd.             | ČE           | Mladočeši                                                       | |
| Sokołowski August                       | M     | Krakov                             | HA           | Polský klub                                                     | |
| Sommaruga Guido                         | M     | Vídeň, III. okres                  | DR           | Spoj. něm. levice                                               | Zemřel 1895. |
| Spaun Max                               | M     | Freistadt, Perg atd.               | HR           | Spoj. něm. levice                                               | |
| Spens-Booden Emanuel                    | VS    |                                    | SL           | Spoj. něm. levice                                               | |
| Spinčić Vjekoslav                       | VO    | Pazin, Bolosca atd.                | IS           | Hohenwartův klub, r. 1893 Klub nez. chorvat. a slovin. poslanců | |
| Stadnicki Jan                           | VS    |                                    | HA           | Polský klub                                                     | Dopisem z 22. 1. 1895 povolán do Panské sněmovny.                                                                    |
| Stalitz-Valrisano Karl                  | OŽK   | Terst                              | TE           | Coroniniho klub                                                 | |
| Steiner Leopold                         | M     | Vídeň, III. okres                  | DR           |                                                                 | Nastoupil 9. 5. 1895 místo G. Sommarugy.                                                                             |
| Steinwender Otto                        | M     | Villach, Hermagor atd.             | KO           | Deutschnat. Vereinig.                                           | Rezign. oznámena na sch. 22. 2. 1894, 6. 3. 1894 opětovně složil slib.                                               |
| Stephanowicz Stephan                    | VS    | II. volič. sbor                    | BU           | Hohenwartův klub                                                | |
| Stöhr Anton                             | M     | Stříbro, Kladruby atd.             | ČE           | Spoj. něm. levice, r. 1896 vystoupil                            | |
| Stránský Adolf                          | M     | N. Město, Jaroměřice atd.          | MO           |                                                                 | Nastoupil 9. 7. 1895 místo J. Fanderlíka.                                                                            |
| Straszewski Maurycy                     | VO    | Bochnia, Brzesko atd.              | HA           | Polský klub                                                     | Slib složil 13. 4. 1891.                                                                                             |
| Struszkiewicz Władysław                 | VS    |                                    | HA           | Polský klub                                                     | Rezign. oznámena na sch. 5. 11. 1892, 8. 11. 1892 po nové volbě opět složil slib.                                    |
| Stürgkh Karl                            | VS    |                                    | ŠT           | Spoj. něm. levice                                               | Slib složil 16. 4. 1891, rezign. oznámena na sch. 21. 2. 1895.                                                       |
| Styrczea Viktor                         | VS    | II. volič. sbor                    | BU           | Hohenwartův klub                                                | Rezign. oznámena na sch. 21. 2. 1895.                                                                                |
| Sueß Eduard                             | M     | Vídeň, II. okres                   | DR           | Spoj. něm. levice                                               | |
| Suttner Gustav                          | VS    |                                    | DR           | Spoj. něm. levice                                               | |
| Svozil Josef                            | VO    | M. Třebová, Zábřeh atd.            | MO           | moravští Češi, r. 1893 mladočeši                                | |
| Świeży Ignacy                           | VO    | Těšín, Fryštát atd.                | SL           | Polský klub                                                     | |
| Swoboda Heinrich                        | VO    | Planá, Teplá atd.                  | ČE           | Spoj. něm. levice, r. 1896 vystoupil                            | |
| Szczepanowski Stanisław                 | OŽK   | Lvov                               | HA           | Polský klub                                                     | |
| Šamánek Václav                          | M     | Praha (N. Město)                   | ČE           | Mladočeši                                                       | Nastoupil 10. 10. 1893 místo A. P. Trojana.                                                                          |
| Šíl Josef                               | M     | Jičín, Sobotka atd.                | ČE           | Mladočeši                                                       | Složil slib 13. 4. 1891.                                                                                             |
| Špindler Ervín                          | M     | Ml. Boleslav, Turnov atd.          | ČE           | Mladočeši                                                       | |
| Šuklje Fran                             | M     | N. mesto, Višnja Gora atd.         | KR           | Hohenwartův klub                                                | Rezign. oznámena na sch. 21. 2. 1895.                                                                                |
| Šulc Václav                             | VS    |                                    | ČE           | český konz. velkost., r. 1893 Hohenwartův klub                  | |
| Šupuk Ante                              | M/OŽK | Zadar atd./Zadar                   | DA           | Hohenwartův klub, r. 1893 Chorvatsko-slovin. klub               | Slib složil 13. 4. 1891.                                                                                             |
| Šusteršič Ivan                          | VO    | Lublaň, Litija atd.                | KR           |                                                                 | Slib složil 1. 10. 1896.                                                                                             |
| Taufferer Benno                         | VS    |                                    | KR           | Spoj. něm. levice                                               | Zemřel 8. 9. 1891.                                                                                                   |
| Tausche Anton                           | VO    | Cheb, Aš atd.                      | ČE           | Spoj. něm. levice, r. 1896 vystoupil                            | |
| Teklý Vilém                             | VO    | Ml. Bolesav, Nymburk atd.          | ČE           | Mladočeši                                                       | |
| Teliševskyj Kostjantyn                  | VO    | Sambir, Turka atd.                 | HA           | Rusíni, r. 1893 Rusínský klub                                   | |
| Terlago Robert                          | VS    | II. volič. sbor                    | TY           | Spoj. něm. levice                                               | Slib slož. 13. 4. 1891.                                                                                              |
| Tersch Emil                             | VS    |                                    | MO           | Spoj. něm. levice                                               | |
| Theumer Ernst                           | VO    | Děčín, Rumburk atd.,               | ČE           | Spoj. něm. levice                                               | Rezign. oznámena na sch. 10. 10. 1893.                                                                               |
| Thurnher Martin                         | VO    | Feldkirch, Bludenz atd.            | VO           | Hohenwartův klub, od r. 1895 Katol. lid. str. (pak to popřel)   | |
| Tilšer František                        | VO    | Karlín atd.                        | ČE           | Mladočeši                                                       | Rezign. oznámena na sch. 4. 3. 1895.                                                                                 |
| Tittinger David                         | OŽK   | Černovice                          | BU           | Spoj. něm. levice                                               | Nastoupil 5. 3. 1896 místo H. Poppera.                                                                               |
| Trachtenberg Maximilian                 | M     | Kolomyja, Bučač atd.               | HA           | Polský klub                                                     | Nastoupil 14. 12. 1895 místo J. S. Blocha.                                                                           |
| Treuinfels Leo Maria                    | VS    | I. volič. sbor                     | TY           | Hohenwartův klub                                                | |
| Trojan Alois Pravoslav                  | M     | Praha (N. Město)                   | ČE           | Mladočeši                                                       | Zemřel 9. 2. 1893.                                                                                                   |
| Troll Walter                            | VO    | Neustadt, Baden atd.               | DR           | Hohenwartův klub, r. 1893 křesť.-soc.                           | |
| Tschernigg Johann                       | VO    | St. Veit, Wolfsberg atd.           | KO           | Něm. nacionál. str.                                             | Nastoupil 16. 10. 1894 místo V. Prettnera.                                                                           |
| Tuček Josef                             | VO    | Boskovice, Tišnov atd.             | MO           | Mladočeši                                                       | Nastoupil 5. 11. 1892 místo A. Pražáka.                                                                              |
| Ţurcan Ioan                             | VS    | I. volič. sbor                     | BU           | Hohenwartův klub                                                | |
| Tyszkiewicz Zdzisław                    | VO    | Rzeszów, Kolbuszowa atd.           | HA           | Polský klub                                                     | Zemřel 1894. |
| Tyszkowski Antoni                       | VO    | Přemyšl, Dobromil atd.             | HA           | Polský klub                                                     | Zemřel 8. 5. 1895.                                                                                                   |
| Tyszkowski Paweł                        | VO    | Přemyšl, Dobromil atd.             | HA           |                                                                 | Nastoupil 27. 11. 1895 místo A. Tyszkowského.                                                                        |
| Urbański Mieczysław                     | VS    |                                    | HA           | Polský klub                                                     | Rezign. po volbách 13. 4. 1891.                                                                                      |
| Vachnjanyn Anatol                       | VO    | Žovkva, Sokal, Rava atd.           | HA           |                                                                 | Nastoupil 22. 2. 1894 místo E. Płażka.                                                                               |
| Vašatý Jan                              | VO    | Písek atd.                         | ČE           | Mladočeši                                                       | |
| Vergottini Tommaso                      | VO    | Poreč, Pula atd.                   | IS           | Coroniniho klub                                                 | Slib složil 13. 4. 1891, rezignoval dopisem 9. 6. 1891.                                                              |
| Veselý František Viktor                 | VO    | Příbram, Hořovice atd.             | ČE           | Mladočeši                                                       | Rezignoval 21. 4. 1894.                                                                                              |
| Vetter z Lilie Felix                    | VS    |                                    | MO           | Str. středu                                                     | Slib nesložil, povolán do Panské sněmovny.                                                                           |
| Vielguth Hermann                        | M     | Linec, Urfahr atd.                 | HR           | Spoj. něm. levice                                               | |
| Višnikar Franc                          | M     | N. mesto, Višnja Gora atd.         | KR           |                                                                 | Nastoupil 11. 3. 1895 místo F. Šukljeho.                                                                             |
| Voljan Vasyl                            | VO    | Wyżnica atd.                       | BU           | Rusíni, r. 1893 Hohenwartův klub                                | |
| Vošnjak Mihael                          | VO    | Celje, Brežice atd.                | ŠT           | Hohenwartův klub                                                | |
| Vratislav z Mitrovic Evžen              | VS    |                                    | ČE           | český konz. velkost., r. 1893 Hohenwartův klub                  | Zemřel 22. 4. 1895.                                                                                                  |
| Vychodil Josef                          | VO    | Kroměříž, Přerov atd.              | MO           |                                                                 | Nastoupil 9. 7. 1895 místo J. Hocha.                                                                                 |
| Wagner Heinrich                         | M     | Černovice                          | BU           | Spoj. něm. levice                                               | Zemřel 1894. |
| Waibel Johann Georg                     | M     | Bregenz, Feldkirch atd.            | VO           | Spoj. něm. levice                                               | |
| Wannieck Friedrich                      | M     | Brno                               | MO           | Spoj. něm. levice, r. 1896 vystoupil                            | Nastoupil 16. 10. 1894 místo G. Winterhollera.                                                                       |
| Wassilko v. Serecki Georg               | VS    | II. volič. sbor                    | BU           |                                                                 | Nastoupil 8. 3. 1895 místo V. Styrczey.                                                                              |
| Weber František                         | VO    | Hustopeče atd.                     | MO           | moravští Češi                                                   | |
| Weeber August                           | M     | Olomouc, N. Brodek atd.            | MO           | Spoj. něm. levice                                               | Zemřel 15. 5. 1895.                                                                                                  |
| Weigel Ferdynand                        | M     | Krakov                             | HA           | Polský klub                                                     | |
| Welponer Paul                           | M/OŽK | Bolzano, Merano atd./Bolzano       | TY           |                                                                 | Nastoupil 22. 10. 1895 místo B. Widmanna.                                                                            |
| Wenger Josef                            | VO    | Wels, Vöcklabruck atd.             | HR           | Hohenwartův klub, od r. 1895 Katol. lid. str.                   | |
| Widmann Bohuslav                        | M/OŽK | Bolzano, Merano atd./Bolzano       | TY           | Spoj. něm. levice                                               | Rezign. oznámena na sch. 22. 10. 1895.                                                                               |
| Wiedersperg Gustav                      | VS    |                                    | ČE           | český konz. velkost., r. 1893 Hohenwartův klub                  | Slib složil 13. 4. 1891.                                                                                             |
| Wielowieyski Henryk                     | VS    |                                    | HA           | Polský klub                                                     | |
| Wildauer von Wildhausen Tobias          | M     | Innsbruck                          | TY           | Spoj. něm. levice                                               | |
| Wimhölzel Johann                        | OŽK   | Linec                              | HR           | Spoj. něm. levice                                               | Nastoupil 22. 2. 1894 místo W. Schaupa.                                                                              |
| Winkler Alois                           | VO    | Salzburg, Golling atd.             | SA           | Katol. lid. str.                                                | Nastoupil 20. 11. 1896 místo G. Lienbachera.                                                                         |
| Winterholler Gustav                     | M     | Brno                               | MO           | Spoj. něm. levice                                               | Zemřel 1894. |
| Włodek Zdzisław                         | VS    |                                    | HA           | Polský klub                                                     | Nastoupil 22. 5. 1894 místo A. Benoé.                                                                                |
| Wodzicki Antoni                         | VS    |                                    | HA           | Polský klub                                                     | |
| Wohanka Josef                           | OŽK   | Praha                              | ČE           | Mladočeši                                                       | Rezign. oznámena na sch. 22. 2. 1894, 15. 4. 1896 nastoupil místo J. Fořta.                                          |
| Wolański Mikołaj                        | VO    | Bučač, Čortkiv atd.                | HA           | Polský klub                                                     | Zemřel 1895. |
| Wolfarth Franciszek                     | VO    | Berežany, Rohatyn atd.             | HA           | Polský klub                                                     | |
| Wolkenstein-Trostburg Wilhelm           | VS    |                                    | ČE           | český konz. velkost., r. 1893 Hohenwartův klub                  | Složil slib 13. 4. 1891.                                                                                             |
| Wrabetz Karl                            | M     | Vídeň, IX. okres                   | DR           | Spoj. něm. levice                                               | |
| Wurmbrand Gundaker                      | VS    |                                    | ŠT           | Spoj. něm. levice                                               | |
| Zaleski Filip                           | VS    |                                    | HA           | Polský klub                                                     | |
| Zallinger-Stillendorf Franz             | VO    | Bolzano, Merano atd./Bolzano       | TY           | Klerikálové, r. 1893 nezařazený, od r. 1895 Katol. lid. str.    | |
| Zedtwitz Karl Max                       | VS    |                                    | ČE           | Hohenwartův klub                                                | Nastoupil 28. 10. 1893 místo B. K. Kinského.                                                                         |
| Zedtwitz Karl Moritz                    | VS    |                                    | ČE           | Spoj. něm. levice                                               | |
| Zehetmayr Johann                        | VO    | Schärding atd.                     | HR           | Hohenwartův klub, od r. 1895 Katol. lid. str.                   | |
| Žáček Jan                               | M     | Holešov atd.                       | MO           | moravští Češi                                                   | |
| Žerotín Karel Emanuel                   | VS    |                                    | MO           | Str. středu, r. 1893 nezařazený                                 | |